# یواس‌اس ندیلفیش (اس‌اس-۳۷۹)
یواس‌اس ندیلفیش (اس‌اس-۳۷۹) (به انگلیسی: USS Needlefish (SS-379)) یک زیردریایی بود که طول آن ۳۱۱ فوت ۹ اینچ (۹۵٫۰۲ متر) بود.